# Groot-Hamburgs voetbalkampioenschap
Het Groot-Hamburgs voetbalkampioenschap (Duits: Kreisliga Groß-Hamburg) was een regionale voetbalcompetitie in de omgeving van de stad Hamburg. Een aantal steden, waaronder Altona en Harburg waren toen nog zelfstandig maar behoren inmiddels tot Hamburg. De competitie werd georganiseerd door de Noord-Duitse voetbalbond. De competitie was de opvolger van de competitie Hamburg-Altona.
Tot 1928 waren er twee divisies (Alster en Elbe). In 1928 brak er revolutie uit in Noord-Duitsland omdat de grote clubs vonden dat de vele competities hen zwakker maakten op nationaal vlak. Er werd een eigen competitie opgezet met tien clubs, waarvan de meeste uit de regio Hamburg kwamen. Na dit seizoen gaf de voetbalbond toe en de elf competities werden teruggeschroefd naar zes. Voor Groot-Hamburg betekende dit dat de twee reeksen samensmolten tot één reeks.
In 1933 kwam de NSDAP aan de macht in Duitsland en werden alle regionale voetbalbonden opgeheven. De Gauliga werd ingevoerd als hoogste klasse en de clubs uit de competitie Groot-Hamburg gingen spelen in de Gauliga Niedersachsen. 

## Kampioenen
| Seizoen | Groep Alster            | Groep Elbe         |
| ------- | ----------------------- | ------------------ |
| 1922    | St. Georg/HT 16 Hamburg | Eimsbütteler TV    |
| 1923    | Hamburger SV            | FC Union 03 Altona |
| 1924    | Hamburger SV            | FC Union 03 Altona |
| 1925    | Hamburger SV            | Altonaer FC 1893   |
| 1926    | Hamburger SV            | Altonaer FC 1893   |
| 1927    | Hamburger SV            | Altonaer FC 1893   |
| 1928    | Hamburger SV            | St. Pauli SV 01    |

| Seizoen | Kampioen     |
| ------- | ------------ |
| 1930    | Hamburger SV |
| 1931    | Hamburger SV |
| 1932    | Hamburger SV |
| 1933    | Hamburger SV |

## Seizoenen eerste klasse
| Club                            | /11 | Seizoenen (1921-1928, 1929-1933) |
| ------------------------------- | --- | -------------------------------- |
| Hamburger SV                    | 11  | 1921-1928, 1929-1933             |
| Altonaer FC 1893                | 11  | 1921-1928, 1929-1933             |
| SC Victoria Hamburg             | 11  | 1921-1928, 1929-1933             |
| SC Union 03 Altona              | 11  | 1921-1928, 1929-1933             |
| SV St. Georg 1895               | 9   | 1922-1928, 1930-1933             |
| SpVgg Polizei Hamburg           | 9   | 1922-1928, 1929-1931, 1932-1933  |
| Ottensener SV 07                | 8   | 1921-1928, 1929-1930             |
| FK Rothenburgsort 08            | 8   | 1921-1928, 1929-1930             |
| SV Eimsbüttel                   | 8   | 1924-1928, 1929-1933             |
| SpVgg 1903 Blankenese           | 7   | 1921-1928                        |
| St. Pauli SV 01                 | 7   | 1923-1927, 1929-1932             |
| SC Concordia 07 Wandsbek        | 6   | 1921-1927                        |
| FC St. Pauli                    | 6   | 1924-1926, 1927-1928, 1930-1933  |
| FC Teutonia 05 Ottensen         | 5   | 1921-1924, 1926-2928             |
| SC 07 Nienstedten               | 5   | 1922-1927                        |
| SC Sperber 1898 Hamburg         | 4   | 1921-1923, 1926-1928             |
| Wandsbeker FC 1910              | 4   | 1924-1928                        |
| Eimsbütteler TV                 | 3   | 1921-1924                        |
| St. Pauli TV                    | 3   | 1921-1924                        |
| SC Unitas 1902 Hamburg          | 3   | 1927-1928, 1929-1931             |
| SV Hertha Uhlenhorst            | 3   | 1922-1924, 1932-1933             |
| SuS Holsatia 1907 Elmshorn      | 3   | 1924-1926, 1927-1928             |
| SV Wacker 04 Billstedt          | 2   | 1931-1933                        |
| FC Normannia 06 Harburg         | 1   | 1921-1922                        |
| FC Borussia 04 Harburg          | 1   | 1921-1922                        |
| Wilhelmsburger FC Viktoria 1910 | 1   | 1921-1922                        |
| SC Alemannia 1914 Hamburg       | 1   | 1927-1928                        |
| Hamburg-Eimsbütteler BC         | 1   | 1931-1932                        |
| St. Georg/HT 16 Hamburg         | 1   | 1921-1922                        |

1921/22 · 1922/23 · 1923/24 · 1924/25 · 1925/26 · 1926/27 · 1927/28 · 1929/30 · 1930/31 · 1931/32 · 1932/33